# Hyundai Getz
Hyundai Getz – samochód osobowy klasy miejskiej produkowany pod południowokoreańską marką Hyundai w latach 2002–2011.

## Historia i opis modelu

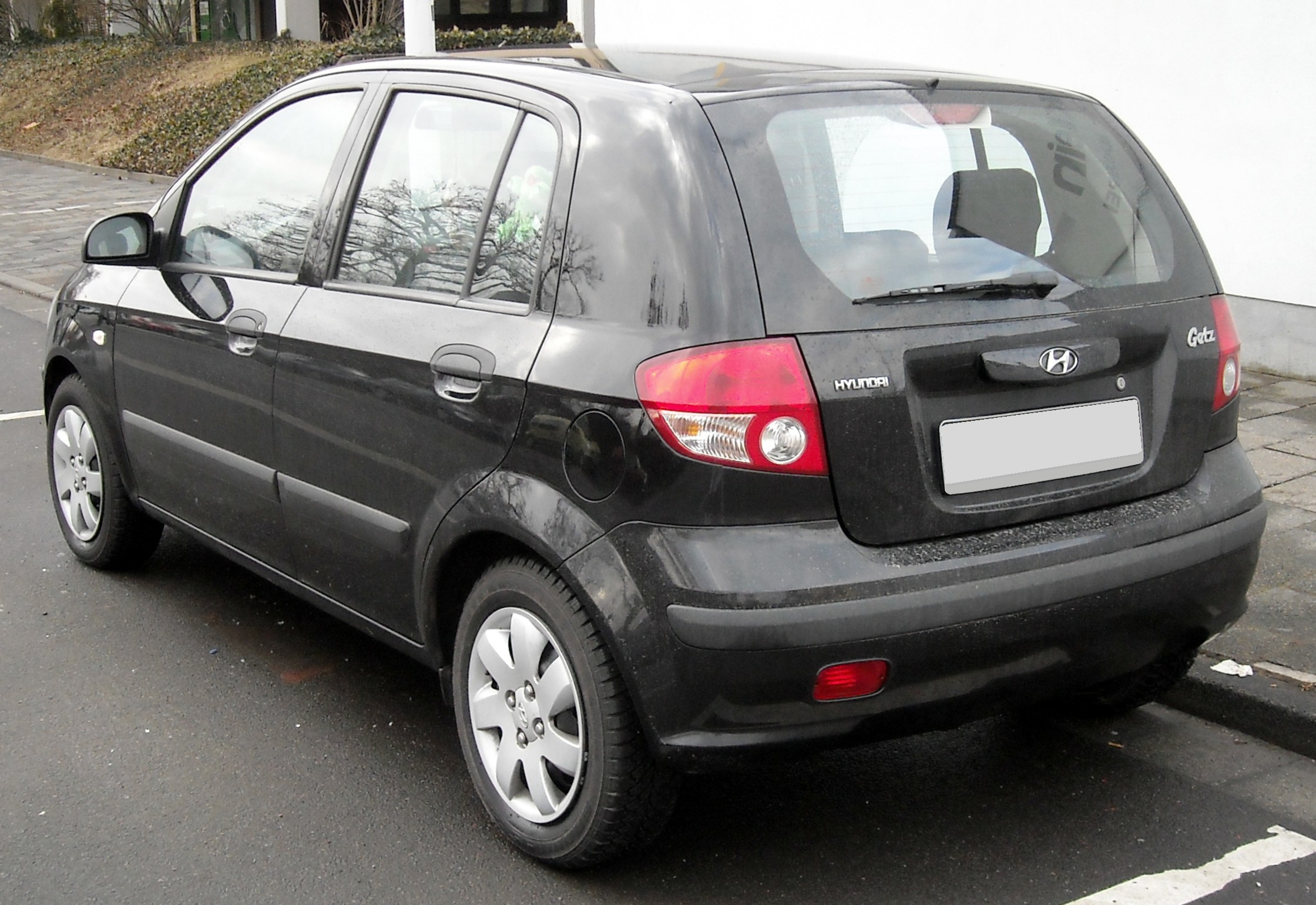
Hyundai Getz 5D - tył

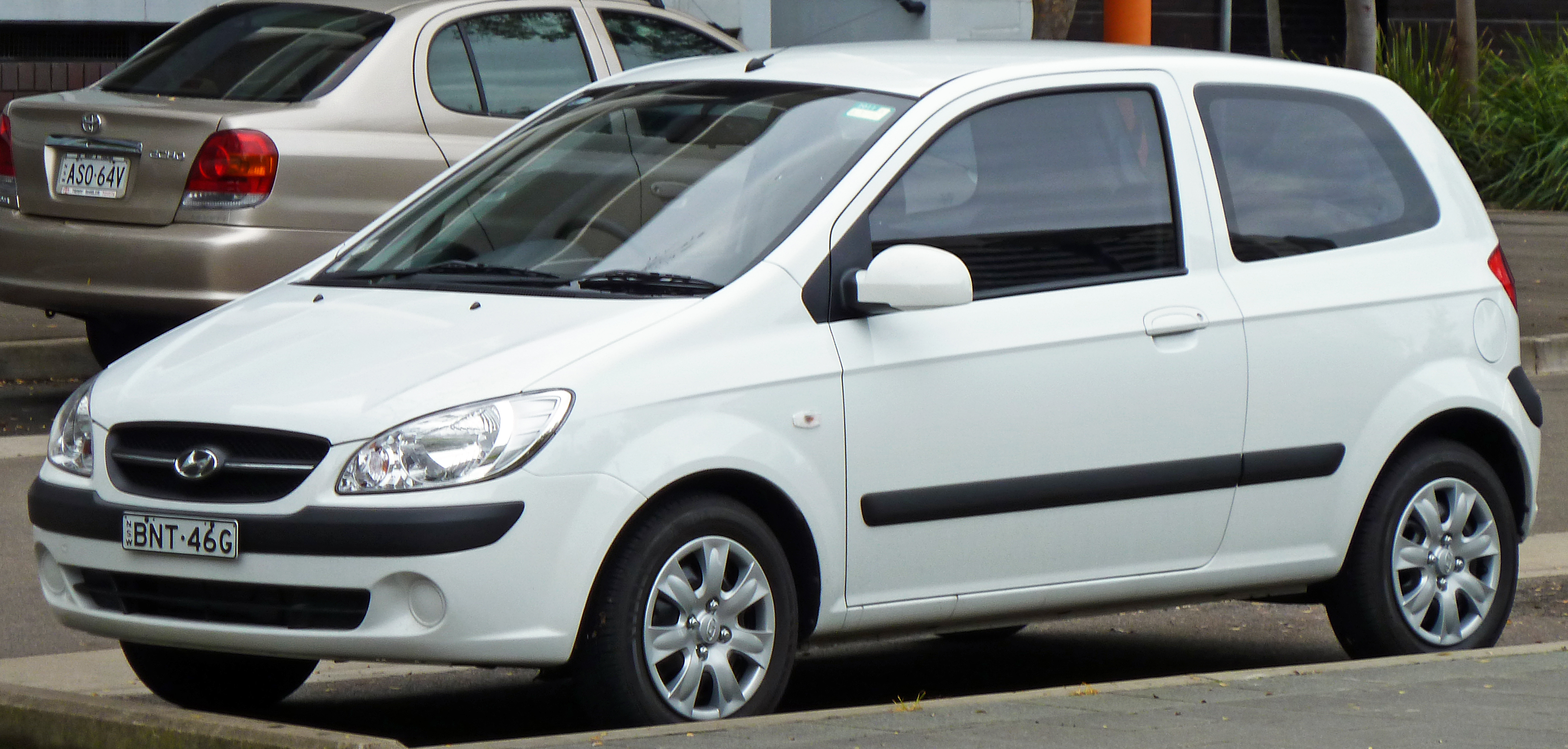
Hyundai Getz 3D po liftingu

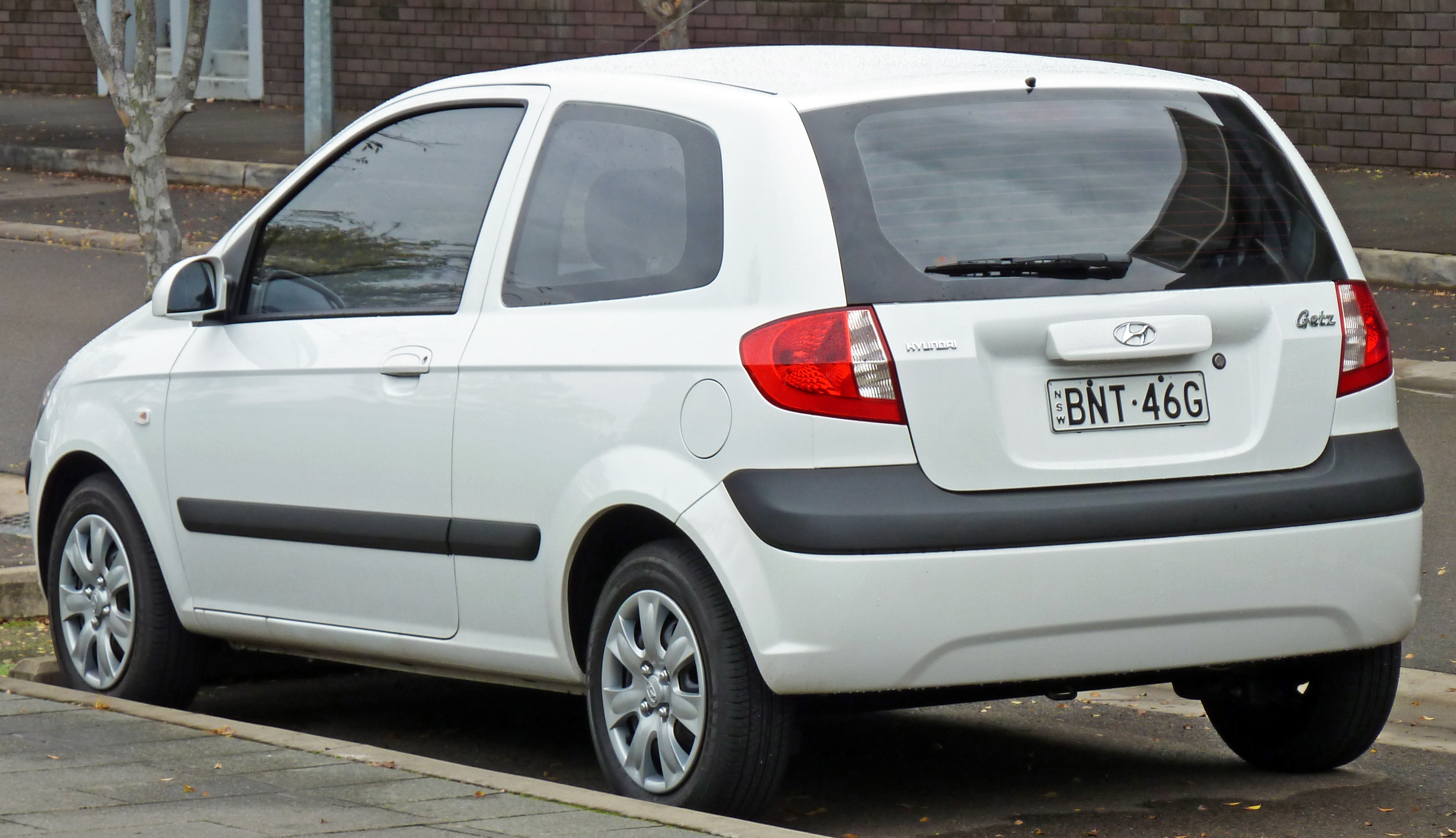
Hyundai Getz 3D - tył po liftingu

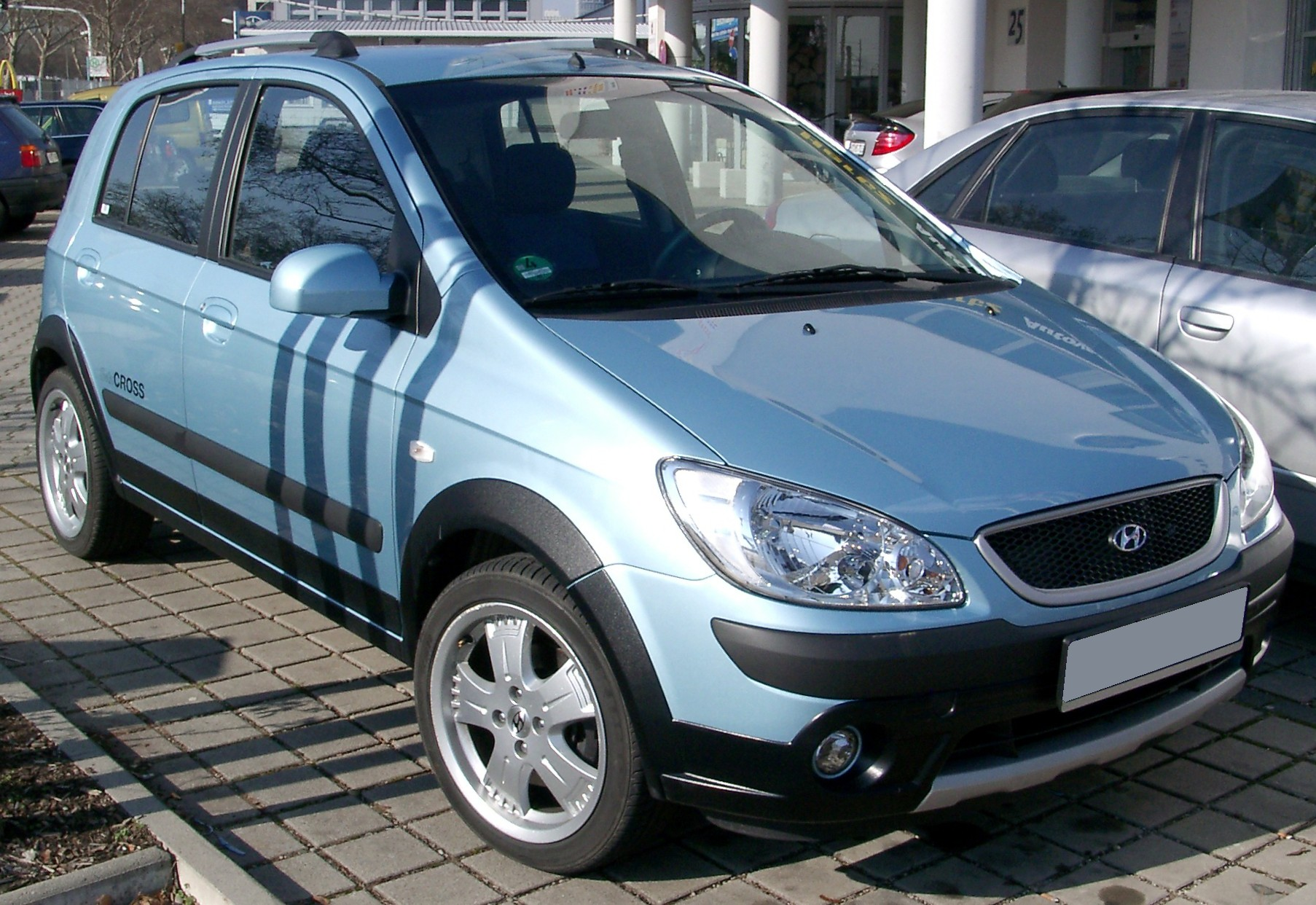
Hyundai Getz Cross

Studyjną zapowiedzią pierwszego subkompaktowego hatchbacka Hyundaia był prototyp TB Concept, którego premiera odbyła się podczas Tokyo Motor Show w październiku 2001 roku. Światowa premiera modelu w seryjnej postaci pod nazwą Hyundai Getz odbyła się pół roku później podczas Geneva Motor Show w marcu 2002 roku. W gamie producenta samochód uplasował się jako mniejsza alternatywa dla trójbryłowego, plasującego się dla odmiany między segmentem B, a segmentem C Accentem. 
Deska rozdzielcza utrzymana została w kanciastych kształtach w asymetrycznej formie, na czele z prostym projektem konsoli centralnej zdominowanej przez pionowo umieszczone nawiewy w kształcie prostokąta.
Hyundai Getz trafił do sprzedaży zarówno jako 3-drzwiowy, jak i 5-drzwiowy hatchback z bardziej kanciastą linią okien. Samochód został skonstruowany przez europejskie centrum badawczo-rozwojowe w Niemczech jako pierwszy model Hyundaia zbudowany z naciskiem na ten rynek zbytu.

### Lifting
Jesienią roku 2005 Hyundai zaprezentował Getza po gruntownym faceliftingu. Główne zmiany polegały na zaokrąglonym kształcie atrapy chłodnicy, nowych, większych łezkowatych reflektorach o bardziej agresywnym kształcie, a także nowych wkładach lamp tylnych. Poprawiono też jakość zabezpieczenia antykorozyjnego, będącego obiektem krytyki modeli z pierwszych lat produkcji.

### Getz Cross
W sierpniu 2006 roku gama miejskiego modelu Hyundaia została poszerzona o wariant stylizowany na SUV-a pod nazwą Getz Cross. Zyskał on inne wypełnienie atrapy chłodnicy, a także relingi, nakładki na progi i zderzaki oraz 16-calowe alufelgi.

### Sprzedaż
Choć Getz został skonstruowany głównie z myślą o rynku europejskim i 80% produkcji pojazdu znalazło nabywców w tym regionie, to pojazd oferowano także na innych rynkach globalnych, jak Australia, Nowej Zelandii, Indie czy Ameryka Południowa. 
Ponadto, w Korei Południowej miejski model Hyundaia nosił on nazwę Hyundai Click, w Japonii oferowano go jako Hyundai TB, z kolei na rynku malezyjskim powstała pula egzemplarzy pod lokalną marką Inokom jako Inokom Getz. 
Hyundai Getz w latach 2006-2009 był produkowany także w Wenezueli pod marką Dodge jako druga generacja modelu Dodge Brisa.

### Bezpieczeństwo
Hyundai Getz w testach zderzeniowych organizacji Euro NCAP uzyskał cztery gwiazdki za ochronę pasażerów i kierowcy. Zabezpieczenie przed zderzeniem zostało wykonane w pojeździe przy użyciu elementów stalowych o podwyższonej wytrzymałości, a jednoczęściowy boczny panel zewnętrzny i boczne belki zwiększają sztywność nadwozia. 
Również w australijskich testach bezpieczeństwa ANCAP Getz otrzymał łączną ocenę poziomu bezpieczeństwa pasażerów na cztery gwiazdki, spośród pięciu możliwych.

### Silniki
| Model        | Cyl. | Zaw. | Poj. cm³ | Max. moc kW (KM) / obr. | Max. moment obr. Nm /obr. | 0-100km/h sek. | V-max km/h |
| ------------ | ---- | ---- | -------- | ----------------------- | ------------------------- | -------------- | ---------- |
| Benzynowe    |      |      |          |                         |                           |                |            |
| 1.1          | 4    | 12   | 1086     | 46 (63) / 5500          | 94 / 3250                 | 16,1           | 148        |
| 1.1          | 4    | 12   | 1086     | 49 (67) / 5500          | 99 / 3200                 | 15,6           | 150        |
| 1.3          | 4    | 12   | 1341     | 60 (82) / 5800          | 117 / 3200                | 11,5           | 163        |
| 1.3          | 4    | 12   | 1341     | 63 (86) / 5800          | 119 / 3200                | 11,5           | 164        |
| 1.4          | 4    | 16   | 1399     | 71 (97) / 6000          | 126 / 3200                | 11,2           | 170        |
| 1.6          | 4    | 16   | 1599     | 77 (105) / 5800         | 143 / 4500                | 10,3           | 190        |
| 1.6          | 4    | 16   | 1599     | 78 (106) / 5800         | 144 / 3200                | 9,6            | 180        |
| Wysokoprężne |      |      |          |                         |                           |                |            |
| 1.5 CRDi     | 3    | 12   | 1493     | 60 (82) / 4000          | 191 / 1900                | 13,8           | 170        |
| 1.5 CRDi     | 4    | 16   | 1493     | 65 (88) / 4000          | 215/1900−2500             | 12,1           | 173        |
| 1.5 CRDi     | 4    | 16   | 1493     | 81 (110) / 4000         | 235/1900−2750             | 11,1           | 180        |